# カスタムメイド3D2
『カスタムメイド3D2』は、2015年7月24日にKissから発売されたアダルトゲームである。
『カスタム隷奴』の流れを組む『カスタムメイド3D』の続編である本作は、これまでと同様キャラクターエディットに特化している一方、アダルトVRゲームとしての一面を持つことで知られている。
2015年9月18日に発売された『カスタムメイド3D2 with Chu-B Lip』は、ワイヤレスオナホール・Chu-B Lipを同梱したものであり、実用性を強化するため、育成および経営シミュレーション要素が廃止された。
また、2016年5月のアップデートで、『カスタムメイド3D2』と『カスタムメイド3D2 with Chu-B Lip』のVR化パッチが配信されたほか、2017年4月28日にはVRに特化した追加パック「カスタムメイド3D2 バケーションパックVR」が発売された。
さらに、2018年2月23日には続編である『カスタムオーダーメイド3D2』が発売された。

## システム

### カスタマイズ
プレイヤーはツンデレ（声：佐倉もも花）、クーデレ（声：手塚りょうこ）、純真（声：御苑生メイ）の3タイプから1名選んで、メイドをカスタマイズする。服装や肌の色などを細かく設定できるほか、ランダムで設定することも可能である。また、カスタマイズの内容を保存することも可能である。

### スケジュール
スケジュールは昼と夜に分かれており、昼はサロンの仕事や習い事、夜は接客業を中心とした内容となっている。このうち接客業ではメイドにVIPの接待をさせることもできるほか、夜伽はメイドたちに性的な施しをすることができる。ゲームを進めると、客とのHが可能な「フリー」と主人公以外のHが原則として認められていない「専属」のどちらかの契約を結ばせることができる。ゲーム内で得た資金はエディットパーツの購入に使うことができる。
また、これとは別に、メイドたちを踊らせることもできる。

### 品評会
本作では品評会のシステムがあり、メイドのステータスが条件を満たすと、メイドのクラス（階級）を入手することができる。
2016年1月29日に発売されたアペンドディスク『カスタムメイド3D2＋』では、プレイヤーが育成したメイドがNPCのメイド競い合う「メイドバトル」の機能が追加された。NPCメイドは、一之瀬 桜（声：こたつみやこ）、土屋 よし子（声：藤堂みさき）、宮原 安祐美（声：美空なつひ）、椎名 藍衣(声：藍川珪)の4人がおり、メイドバトルに勝利すると「レンタルメイド」として雇うことができる。また、これらのNPCメイドはある条件を満たすとイベントを発生させることもできる。
同年7月29日に発売されたアペンドディスク『カスタムメイド3D2＋ ACT.2』では、『エンパイアクラブ』の支店のNPCメイドたちと競い合う『エンパイアリーグ』が追加された。『ACT.2』に登場するNPCメイドは唐崎 恵（声：楠田兎）、西周 美琴（声：八尋まみ）、ギンガ・S・ナメイド（声：藤邑鈴香）、赤羽 悠夏(声：あかしゆき)の4人である。

### 結婚
『ACT.2』では、ある条件を満たすとメイドと結婚することができる機能が追加されたことに合わせて、夜伽に寝取られ系のプレイが追加された。また、2017年1月27日に発売された『カスタムメイド3D2＋ ACT.3』では、メイドを新妻にすることができ、新婚旅行に行くことができるようになった。なお、『ACT.2』を導入していないプレイヤーが、 『ACT.3』でメイドを新妻にすることはできるが、結婚式等のイベントは発生しない。

### 『カスタムメイド3D2 オフィシャルファンブック』付属アペンドディスク
『カスタムメイド3D2 オフィシャルファンブック』に同梱されているアペンドディスクは、複数のブランドとのコラボレーションイベントやKISSのユーザー投稿型企画"嫁イドグランプリ"の最終選考作品が収録されている。
他社ブランドとのコラボレーションのうち、LiLiTHとのコラボレーションイベントは、LiLiTHの代表作である『対魔忍アサギ』を題材としたプレイであり、過激な内容も含まれている。また、筆柿そふととのコラボレーションイベントは催眠プレイであり、シナリオは筆柿そふとの代表作である催眠シリーズを手掛けたNATORI烏賊が担当している。

### VR対応パッチ
アップデートで配信されたVR対応パッチの対応製品のうち、HTC Viveはハンドコントローラに対応しており、キャラクターのカスタマイズは「空中マウス」モード、視点の移動は「ムーブ」モード、そしてオブジェクトをつかむ動作は「グラブ」モードに分かれており、それぞれのハンドコントローラで別々に割り振ることができる。また、キーボードのTabキーとCまたはVキーを押すと、プレイヤーのヘッドスケールのサイズが変わり、大きくなったり小さくなったりすることができる。なお、VR対応βパッチの時点ではOculus Riftはハンドコントローラに対応していなかったが、2016年12月16日のアップデートにより対応した。
2017年2月10日のアップデートでは、視線追跡型ヘッドマウントディスプレイ（HMD）・FOVE 0に対応し、エディット画面でキャラクターの身体のある部分を見つめると表情が変化するといったシステムが追加された。

### バケーションパックVR
バケーションパックVRの時点では、ワープ方式が導入された。2017年4月28日に発売された追加パック「バケーションパックVR」のテーマは「VRで夏のバカンス」であり、プレイヤーはメイドたちの中から選んだ1人とともに、主人公の叔父が所有していたプライベートアイランドで過ごすという内容である。この追加パックはVIPモードや夜伽モードだけでなく、VRコントローラを用いたミニゲームや家庭菜園も楽しめるほか、特定のフォルダに動画や音楽のファイルを入れると、ゲーム内の別荘にあるオーディオで視聴することができる。
前述のVR化パッチ同様、この追加パックも製品版Oculus RiftとHTC Viveに対応しているが、ヘッドマウントディスプレイがない場合でも一人称視点のゲームとして楽しめるようになっている。

## 開発
前作ではアペンドディスクという形でVRに対応させたのに対し、本作は開発当初からバーチャルリアリティに対応させるということが念頭に置かれており、通常のゲームの倍以上の処理能力を要するVRゲームでも対応できるようソフトそのものの容量を軽くするため、あえて低いスペックのコンピュータで開発が行われ、ゲームエンジンにはUnityが使われた。
KissのCTOにして本作の開発チームの一人であるねいは、個人で購入したOculus RiftのDK1（2012年に提供開始された開発キット）の試用時に衝撃を受けたことがVR導入のきっかけになったとAKIBA PC Hotlineとのインタビューの中で明らかにしており、「前作の開発も一段落してリソースに余裕があったことからDK1に対応させた結果、メディアやSNSで大きな反響があった」と振り返っている。
本作の発売から1か月後の2015年8月には開発者キットのみの存在だったOculus Riftに対応し、2016年5月にはHTC Viveにも対応し、同年10月にはLeap Motionにも対応した。
KISSの広報担当者は、GQ JAPANの記事の中で「データ収集と試行錯誤を重ねた結果、『カスタムメイド3D2 with Chu-B Lip』の開発に2年もかかった」とコメントを残している。
ねいは、paranoのVR対応パッチのベータ版の紹介記事の中で、VRのユーザーインターフェースの操作について悩んでいることや、空中マウスモードは苦肉の策で入れたことなどを明かし、「コントローラのタッチパッドを押しながら移動するスタイルではVR酔いになりやすいので、Valve Corporationの『The Lab』のようなワープ方式に変更したい」とも述べている。
KISSはもぐらゲームスの取材に対し、「『バケーションパックVR』は性的要素を含んだVRにおけるキャラクターコミュニケーションの中でやりたいことを詰め込んだ作品であり、今後もVRに関する研究を行い、Hな視点からVRを日常のものに目指したい」とコメントした。
「VRは体験しないとその良さを理解できない」というねいの考えから、本作の広報活動が積極的に行われ、キャストのトークショーや歌手のライブおよびファンイベントのほかにも、VRの講習会が実施された。

## 反響
VR技術の導入がメディアで取り上げられた結果、本作は先進的なアダルトゲームとして知られるようになり、ハンドジェスチャーを用いて操作するLeap Motionに対応したことによってコントローラなしで自らの手でヒロインに触れられる点がユーザーに受け入れられた。
また、「嫁メイド」と呼ばれるユーザーが自作したヒロインやModなどがSNS上に公開されるなどして情報が拡散した結果、アダルトゲームのファン層以外からも購入が相次いだこともあり、本作は長期的な売れ行きを見せている。
特にパッケージ版の売れ行きが大きかったのは発売日から2か月間にあたる2015年7月と8月であり、KISSの代表を務めるYamatoはショップから聞いた話として、「『カスタムメイド』シリーズは知る人ぞ知る作品であり、しっかり売れる印象がなかったため、ショップ側も7月に発売される作品としてここまで売れたことは予想していなかった。」とテックジャイアン編集長のヘマ大村とのインタビューの中で述べており、「毎年8月は大きなイベントがあるためアダルトゲームが売れず、ショップ側も8月の売り上げに苦心していたが、8月に入った後も本作が売れた結果、ショップ側から『8月の救世主』のように感謝されて驚いた」とも振り返っており、2週間で6回もパッケージ版の再製造を依頼したことも明かしている。
9月に配信開始されたダウンロード版の売れ行きも好調であり、発売から2年後の2017年9月のDMM.comダウンロードランキングの5位にランクインし、同時期のDL.siteのダウンロードランキングでも1位にランクインするなど、こちらも長期的なヒットを記録している。
本作の売れ行きの影響は各種イベントなどにもあらわれており、2015年8月の秋葉原電気外祭りでは、早朝から本作のアイテムコードを求める客の行列ができたほか、同年12月に開かれた秋葉原電気外祭りでも配布物がすぐになくなりクレームに発展する事態となった。
2016年12月3日に開かれたVR体験イベントでは、100人の募集人数を大きく上回ったため、2度の抽選が行われた。来場者の中には自作の「嫁メイド」を持参してVRでの触れ合いを楽しむ女性の姿もあった。
さらに、既にニコニコ生放送で配信されていた「KISS公式ニコニコ生放送！」で「嫁イドアワー」という企画を新たに始めたところ、KISSのニコニココミュニティの登録者や生放送の視聴者が一気に増加した。
その一方、ユーザーからは本作の推奨スペックが高いという指摘が相次いだ。ねいはAKIBA PC Hotlineとのインタビューの中で、「一般的なアダルトゲームは低スペックのコンピュータでも動くと業界全体で認識されており、ユーザーが低グレードのコンピュータをメインに使うということは予想できていた。そのため、要求スペックの高さを指摘する口コミを見ても、パソコンの性能の問題は時間の経過とともに解消されるため、あまり大きな問題として認識していない」と述べた一方、Steamのユーザーやオンラインゲームの愛好家を一つのターゲット層として意識していることを明らかにした。

### 受賞
本作は萌えゲーアワード2015の審査員特別賞とDMM賞を受賞しており、その年において唯一のユーザー投票上位以外からの選出作品となった。
選考委員の一人である元PC PRESSの編集長・津田清和は、美少女ゲームのコミュニティ以外でもSNSを通じて大いに話題となったことを選考理由として挙げている。
また、本作はGetchu.com主催の美少女ゲーム大賞2015のシステム部門（2位）とエロ部門（8位）にそれぞれランクインした。

### 評価
ライター・佐藤はおたぽるとのインタビューの中で、「本作の育成シミュレーションの要素が、単なる作業にならないように調整されたことによってエロゲー版『プリンセスメーカー』とも思える仕上がりになり、ユーザーを虜にした」と評している。
高須賀哲はGQ JAPANに寄せた記事の中で、「キャラクターをアニメ調にする形であえて非現実を現実に接続した結果、よりエンターテインメント性の高い作品となった」と述べ、新たな可能性を感じさせると評した。

## 主題歌

### カスタムメイド3D2
主題歌『ドキドキ ☆ Fallin’Love』
- 歌：nao

3D2＋挿入歌『stellar my tears』
- 歌：nao

3D2＋ ACT.2挿入歌『happy!happy!スキャンダル!!』
- 歌：nao

## コラボレーション
他企業の作品とコラボレーションが実施されると有償で衣装DLC (ダウンロードコンテンツ) が配信される。DLCは無期限か雑誌付録による数量限定の2種類がある。後継作のカスタムオーダーメイド3D2の互換性は一部DLCのみあり、COM3D2ショップにも販売している。

### 2016年
Piaキャロットへようこそ！！シリーズ
- 1月15日 - コラボレーション第1弾を実施。 カクテルソフトとのコラボ。CM3D2ショップにて「Pia3・フローラルミント」・「Pia3・ぱろぱろ」・「Pia3・トロビカル」・「Pia3・制服セット」がコラボ衣装DLCとして配信[18]。

まいてつ
- 2月19日 - コラボレーション第2弾を実施。 Loseとのコラボ。CM3D2ショップにて「まいてつ・ハチロク」・「まいてつ・れいな」・「まいてつ・セット」がコラボ衣装DLC第2弾として配信[19]。

ワガママハイスペック
- 3月18日 ‐ コラボレーション第3弾を実施。 まとどそふととのコラボ。CM3D2ショップにて「ワガハイ・制服セット」・「ワガハイ・リボンセット」・「まどそふと・ワガハイセット」がコラボ衣装DLC第3弾として配信[20]。

タユタマ・タユタマ2 -you're the only one-
- 4月15日 - コラボレーション第4弾を実地。 Lump of Sugarとのコラボ。CM3D2ショップにて「タユタマ・制服セット」・「タユタマ２・制服セット」・「Lump of Sugar・タユタマシリーズセット」がコラボ衣装DLC第4弾として配信[21]。

LAMUNATION!-ラムネーション！
- 5月20日 - コラボレーション第5弾を実地。WhitePowderとのコラボ。CM3D2ショップにて「LAMUNATION!・らむねなりきりセット」・「LAMUNATION!・アイリスなりきりセット」・「WhitePowder・LAMUNATION!キャラなりきりセット」がコラボ衣装DLC第5弾として配信[22]。

千恋＊万花
- 6月17日 - コラボレーション第6弾を実施。ゆずソフトとのコラボ。 CM3D2ショップにて「千恋＊万花・朝武芳乃なりきりセット」・「千恋＊万花・常陸茉子なりきりセット」・「ゆずソフト・千恋＊万花キャラなりきりセット」がコラボ衣装DLC第6弾として配信[23]。

壁の向こうの妻の嬌声２
- 7月22日 - コラボレーション第7弾を実施。ANIMとのコラボ。CM3D2ショップにて「壁の向こうの妻の嬌声２・尾高千夏なりきりセット」・「ANIM・壁の向こうの妻の嬌声２・スワッピングコラボセット」がコラボ衣装DLC第7弾として配信。「ANIM・壁の向こうの妻の嬌声２・スワッピングコラボセット」は衣装のほか、コラボレーションVIPシナリオが同梱[24]。

XXな彼女のつくりかた2　
- 8月19日 - コラボレーション第8弾を実施。自社製品によるマッチポンプコラボ。CM3D2ショップにて「かのつく２・コスチュームセット」・「かのつく２・Can Know Two Close ダンス」・「かのつく２・フルセット」がコラボ衣装DLC第8弾として配信。ダンス・フルセットには、かのつく２の主題歌「Can Know Two Close」の一人用ダンスが同梱[25]。

らぶらぶシスターズ
- 10月21日 - コラボレーション第9弾を実施。ぱじゃまエクスタシーとのコラボ。 CM3D2ショップにて「らぶらぶシスターズ・きさらなりきりセット」・「らぶらぶシスターズ・プニーナなりきりセット」・「ぱじゃまエクスタシー・らぶらぶシスターズキャラなりきりセット」がコラボ衣装DLC第９弾として配信[26][27]。

真剣で私に恋しなさい！A
- 11月18日 - コラボレーション第10弾を実施。みなとそふととのコラボ。CM3D2ショップにて「まじこいA・由紀江なりきりセット」・「まじこいA・マルギッテなりきりセット」・「みなとそふとコラボ・まじこいA・キャラなりきりセット」がコラボ衣装DLC第10弾として配信[28]。

ノラと皇女と野良猫ハート
- 12月9日 - コラボレーションを第11弾を実施。HARUKAZEとのコラボ。CM3D2ショップにて「ノラとと・パトリシアなりきりセット」・「ノラとと・ユウキなりきりセット」・「HARUKAZE・ノラとと・キャラなりきりセット」がコラボ衣装DLC第11弾として配信[29]。

### 2017年
春音アリス*グラム
- 1月27日 - コラボレーション第12弾を実施。NanaWindとのコラボ。CM3D2ショップにて「春グラ・白羽優里なりきりセット」・「春グラ・久遠寺一葉なりきりセット」・「NanaWind・春グラ・キャラなりきりセット」がコラボ衣装DLC第11弾として配信[30]。

はるるみなもに！
- 2月17日 - コラボレーション第13弾を実施。Clochetteとのコラボ。 CM3D2ショップにて「はるみな・春ヶ崎叶水着セット」・「はるみな・松房英麻水着セット」・「はるみな・幡上芽以水着セット」・「はるみな・制服セット」・「Clochette・はるみな・水着＋制服セット」がコラボ衣装DLC第13弾として配信[31]。

お嬢様と憐れなこ執事
- 3月17日 - コラボレーション第14弾を実施。Carol Worksとのコラボ。CM3D2ショップにて「おとれな・轟土筆なりきりセット」・「おとれな・轟六道なりきりセット」・「CarolWorks・おとれな・キャラなりきりセット」がコラボ衣装DLC第14弾として配信[32]。

春音アリス*グラム
- 4月14日 - コラボレーション第12.1弾を実施。 NanaWindとの2回目コラボ。CM3D2ショップにて「春グラ・凛堂耶々なりきりセット」がコラボ衣装DLC第12.1弾として配信[33]。

ネコぱら
- 4月21日 - コラボレーション第15弾を実施。NEKO WORKsとのコラボ。 CM3D2ショップにて「ネコぱら・ショコラなりきりセット」・「ネコぱら・バニラなりきりセット」・「NEKOWORKs・ネコぱら・キャラなりきりセット」がコラボ衣装DLC第15弾として配信[34]。

タユタマ２-After Stories-
- 5月19日 - コラボレーション第16弾を実施。Lump of Sugarと二回目のコラボ。 CM3D2ショップにて「タユタマ2AS・こはくなりきりセット」・「タユタマ2AS・緋文なりきりセット」・「タユタマ2AS・菜乃なりきりセット」・「Lump of Sugar・タユタマ2AS・キャラなりきりセット」がコラボ衣装DLC第16弾として配信[35]。

お嬢様は素直になれない
- 5月26日 - コラボレーション第17弾を実施。ensembleとのコラボ。CM3D2ショップにて「お嬢ない・久遠ヘアー＋アクセサリーセット」・「お嬢ない・恵梨香ヘアー＋アクセサリーセット」・「お嬢ない・なつきヘアーセット」・「お嬢ない・制服＋ヒロイン靴下セット」・「WillPlusコラボ・お嬢ない・キャラなりきりセット」がコラボ衣装DLC第17弾として配信[36]。

新妻LOVELY×CATION
- 6月16日 - コラボレーション第18弾を実施。 hibiki worksとのコラボ。CM3D2ショップにて「新妻ラブリケ・愛子なりきりセット」・「新妻ラブリケ・雪なりきりセット」・「新妻ラブリケ・乃々なりきりセット」・「hibiki works・新妻ラブリケ・キャラなりきりセット」がコラボ衣装DLC第18弾として配信[37]。

メイクMeラバー
- 7月21日 - コラボレーション第19弾を実施。二回目となる自社製品のマッチポンプコラボ。CM3D2ショップにて「MML・コスチュームセット」・「MML・Selfish Destiny ダンス」・「MML・フルセット」がコラボ衣装DLC第19弾として配信。～～ダンスとフルセットにはMML (メイクMeラバー) 主題歌『Selfish Destiny』の二人用のダンスが同梱[38]。

超昂神騎エクシール
- 8月18日 - コラボレーション第20弾を実施。アリスソフトとのコラボ。 CM3D2ショップにて「超昂神騎エクシール・エクシールなりきりセット・「超昂神騎エクシール・キリエルなりきりセット」・「アリスソフト・超昂神騎エクシール・キャラなりきりセット」がコラボ衣装DLC第20弾として配信[39]。

ノラと皇女と野良猫ハート2
- 9月15日 - コラボレーション第21弾を実施。二回目となるHARUKAZEとのコラボ。 CM3D2ショップにて「ノラとと2・アイリスなりきりセット」・「ノラとと2・ノエルなりきりセット」・「HARUKAZE・ノラとと2・キャラなりきりセット」がコラボ衣装DLC第21弾として配信[40]。

バルドブリンガー
- 10月20日  - コラボレーション第22弾を実施。戯画とのコラボ。 CM3D2ショップにて「バルドブリンガー・エリスなりきりセット」・「バルドブリンガー・イェルドなりきりセット」・「戯画・バルドブリンガー・キャラなりきりセット」がコラボ衣装DLC第22弾として配信[41]。

金色ラブリッチェ
- 11月17日 - コラボレーション第23弾を実施。SAGA PLANETSとのコラボ。CM3D2ショップにて「金色ラブリッチェ・シルヴィなりきりセット」・「金色ラブリッチェ・玲奈なりきりセット」・「SAGA PLANETS・金色ラブリッチェ・キャラなりきりセット」がコラボ衣装DLC第23弾として配信[42]。

金色ラブリッチェ
- 12月15日 - コラボレーション第24弾を実施。二回目となるSAGA PLANETSとのコラボ。 CM3D2ショップにて・「金色ラブリッチェ・シルヴィなりきりセット２」・「金色ラブリッチェ・玲奈なりきりセット２」・「SAGA PLANETS・金色ラブリッチェ・キャラなりきりセット２」がコラボ衣装DLC第24弾として配信[43]。

### 2018年
きゃんきゃんバニー・プルミエール３
- 1月19日  - コラボレーション第25弾を実施。カクテルソフトとのコラボ。 CM3D2ショップにて「きゃんバニ３・スワティなりきりセット」・「きゃんバニ３・須崎花子女なりきりセット」・「カクテルソフト・きゃんバニ３・キャラなりきりセット」がコラボ衣装DLC第25弾として配信[44]。

カスタムオーダーメイド3D2
- 2月16日 - コラボレーション第26弾を実施。本作の後継作にあたる「カスタムオーダーメイド3D2」販売直前に合わせてのコラボ。 CM3D2ショップにて「デリカートメイド服」・「カノンメイド服」・「ドルチェメイド服」・「カスタムメイド3D2×カスタムオーダーメイド3D2発売記念セット」がコラボ衣装DLC第26弾として配信。発売記念セットは一般イベント「新たな舞台へ！」が同梱[45]。

## 関連商品
ソフトウェア
- 2015年9月18日 - カスタムメイド3D2 with Chu-B Lip
- 2015年10月23日 - カスタムメイド3D2 ビジュアルパック
- 2015年12月25日 - カスタムメイド3D2 with Chu-B Lip Wパック
- 2016年1月29日 - カスタムメイド3D2＋
- 2017年4月28日- カスタムメイド3D2 バケーションパックVR

書籍
- 2016年3月31日 - カスタムメイド3D2 オフィシャルファンブック